# Турсунбаев, Турар Балтабаевич
Турар Балтабаевич Турсунбаев (род. 15 ноября 1933, Кокчетав).

## Биография
В 1957 году окончил металлургический факультет Казахского горно-металлургического института по специальности «инженер-металлург цветных, редких и благородных металлов».
В 1957—1966 годах работал на Уральском алюминиевом заводе (Каменск-Уральский, Свердловская области), где прошёл путь от рядового рабочего до главного технолога завода; в 1966—1974 — в министерстве цветной металлургии Казахской ССР (старший инженер, с 1968 — начальник отдела Главмедьалюминия).
В 1974—1988 годы работал в Госплане Казахской ССР: заместитель начальника отдела науки и техники (1974—1980), директор Казахского НИИ научно-технической информации и технико-экономических исследований (КазНИИНТИ; 1980—1986), заместитель председателя Госплана (1986—1987), заместитель директора КазНИИНТИ (1987—1988). В 1988—1990 годы — заместитель председателя Совета по внедрению Академии наук Казахской ССР; в 1990—1994 — директор научно-технического центра «Fылым».
В июле 1991 года добровольно вышел из состава КПСС, членом которой состоял с января 1963 года.
С 1994 года — на пенсии. В 2007 году основал шахматный клуб «Ардагер» при Совете ветеранов города Алматы. Вложил много труда в организацию бесплатного досуга пенсионеров — любителей шахматной игры. Продолжает работу по организации при клубе «Ардагер» центра досуга для детей из малообеспеченных, многодетных и неполных семей.

### Семья
- Жена (с 1959) — Умак Садыковна Мухамедиева (07.05.1937 г.р.), кандидат биологических наук.
- Дети: Турсунбаев Рустем Турарович (02.07.1962 г.р.), Турсунбаева Диляра Тураровна (31.05.1971 г.р.).
- Внуки: Арыстанбекова Динара Ержановна (22.03.1990) - Дизайнер, Лондонский Университет Искусств (2013), Турсунбаев Тимур Рустемович (26.07.1993 г.р.), Турсунбаева Анель Рустемовна (29.07.2002 г.р.), Омаров Дамир Муратович (02.10.2005 г.р.)

## Научная деятельность
В 1978 году защитил диссертацию на соискание учёной степени кандидата технических наук.
Автор более 50 научных трудов, 7 авторских свидетельств на изобретения, 6 патентов и 2 лицензионных соглашений.

## Награды и признание
- Государственная премия СССР в области науки и техники (1980) — за участие в создании и промышленном освоении на Павлодарском алюминиевом заводе нового способа переработки низкокачественных бокситов, приведшего к расширению сырьевой базы алюминиевой промышленности.
- орден «Знак Почёта» (1986).
- Имя Т. Б. Турсунбаева присвоено шахматному клубу «Ардагер» (16.10.2011) — за большой вклад в организацию досуга пенсионеров.